# Kreide (Gestein)

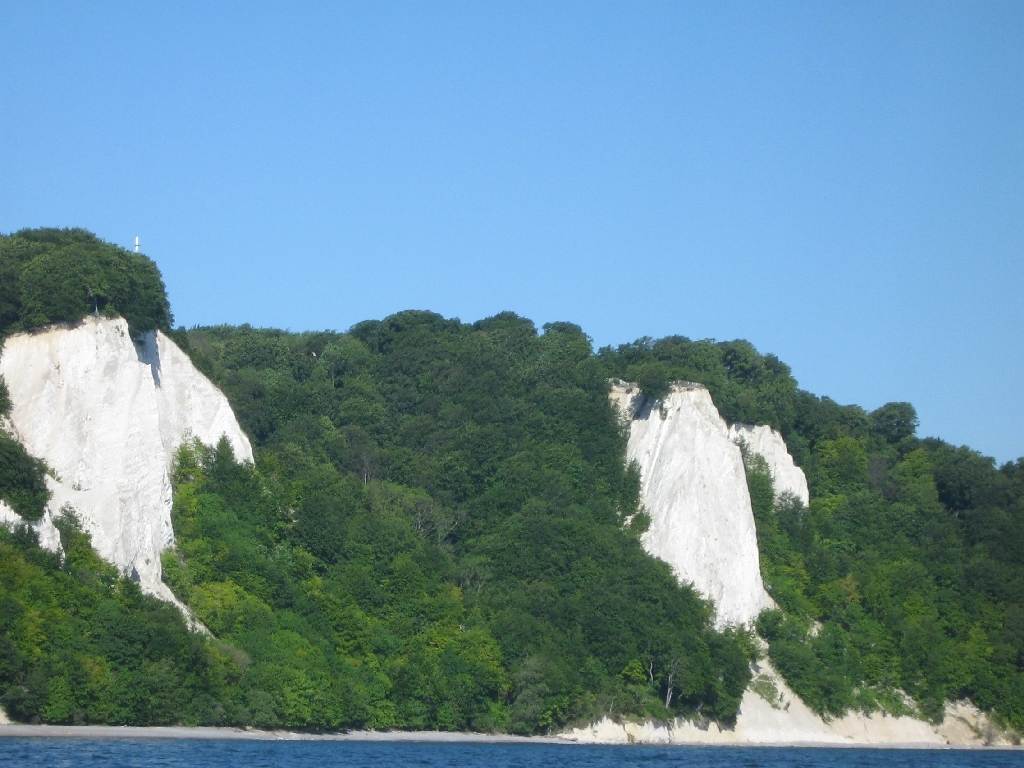
Kreidefelsen der Stubbenkammer an der Ostsee

Als Kreide (von lateinisch [terra] creta „gesiebte Erde“, von cernere „sichten“) werden sehr feinkörnige, meist weiße oder hellgraue Kalksteine bezeichnet, die hauptsächlich in der oberen Kreidezeit entstanden sind. Eine besonders weiche und hochporöse Variante, die mit dem Messer geschnitten werden kann, wird als Schreibkreide bezeichnet.

## Mineralogie und Petrographie
Kreidegestein besteht im Wesentlichen aus Calcit (chemisch Calciumcarbonat) ohne Beimengungen von Magnesiumcarbonat. Es zählt daher zu den Kalksteinen. Im Detail betrachtet, handelt es sich um einen Kalkstein mit sehr feinkörniger Matrix. Letztgenannte ist hauptsächlich aus Coccolithen, calcitischen Dinoflagellatenzysten (Calcisphären) und amorphem Kalkschlamm zusammengesetzt. Petrographisch werden diese Kreidekalksteine, insofern kaum Makrofossilien in die Grundmasse eingebettet sind, in der Karbonatklassifikation nach Dunham als Coccolithen-Calcisphären-Mudstones bezeichnet. In der Karbonatklassifikation nach Folk sind es Coccolithen-Calcisphären-Biomikrite. Tatsächlich finden sich in der Grundmasse aber oft zahlreiche Reste größerer Organismen mit Kalkskelett, z. B. Foraminiferen, Schwämme, Muscheln, Brachiopoden, Bryozoen, Stachelhäuter und Kopffüßer.
Viele Kreidekalksteine sind relativ hart und haben einen scharfkantig-muscheligen Bruch. Schreibkreide ist jedoch mürbe und besitzt einen erdigen Bruch. Da sie sehr schwach zementiert ist, verhält sich Schreibkreide, wenn sie mit Wasser vollgesogen ist, fast wie Ton und kann leicht mit dem Messer geschnitten werden.

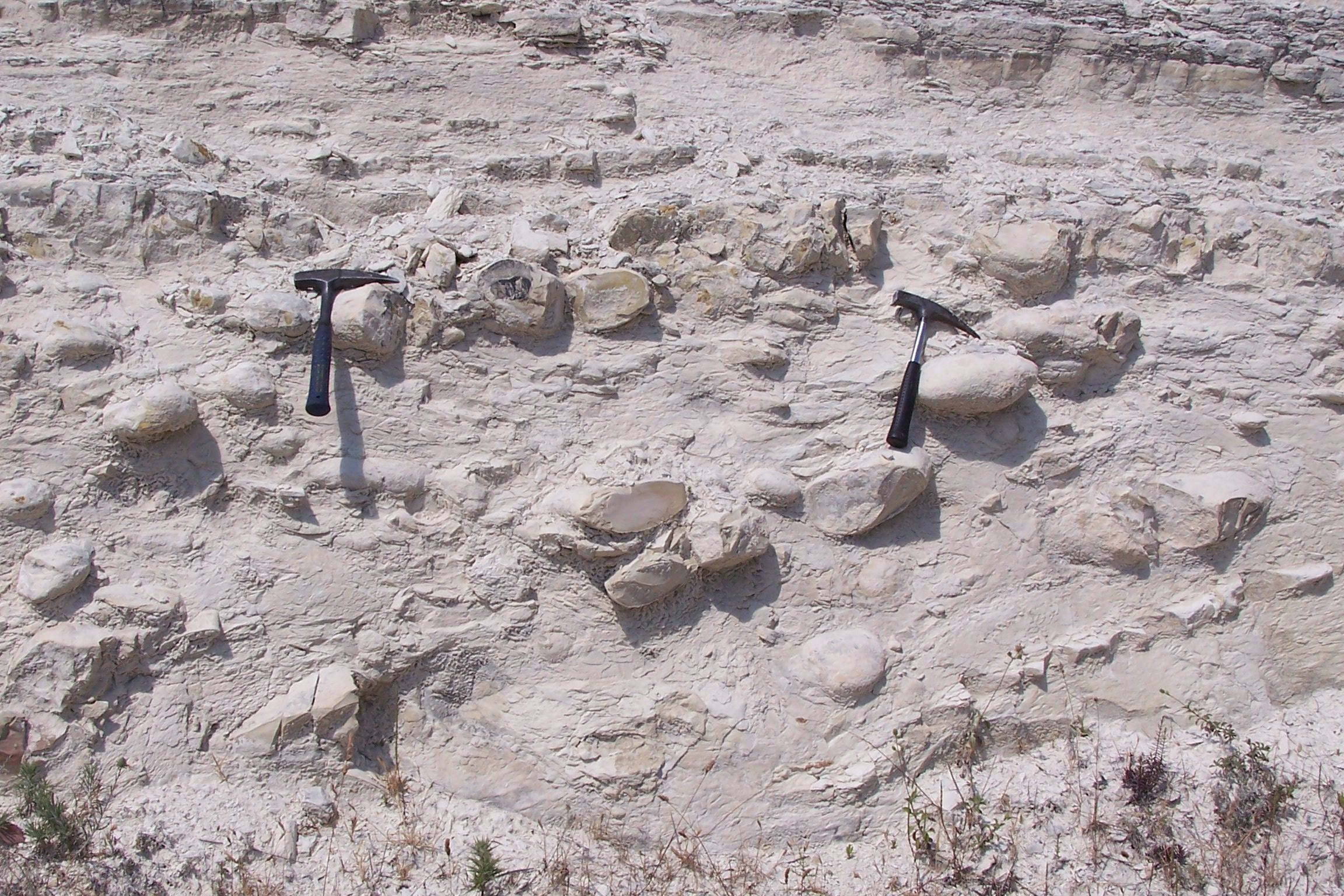
Kreideschicht und knollige Konkretionen auf Zypern

Die in den Meeresablagerungen von Norddeutschland, Dänemark und England vorhandenen Kreideschichten entstanden im geologischen Zeitalter der Oberkreide, als die Ozeane einen Minimalwert des Mg/Ca-Verhältnisses erreicht hatten. Trotz späterer Überdeckung mit anderen Sedimenten hat sich keine wesentliche Verdichtung und Verfestigung (Diagenese) ergeben. Dadurch besitzen die Kreidelagerstätten eine durchschnittliche Porosität von 40 % am Gesamtvolumen. Diese Porenstruktur ist makroskopisch nicht erkennbar.
Kreidekalksteine sind oft bankig bis plattig geschichtet, teilweise mit knolliger oder flaseriger Ausbildung der Schichten. Seltener sind massig-ungeschichtete Ablagerungen, wie sie für die Rügener Schreibkreide charakteristisch sind. Typisch für Kreidekalksteine sind Horizonte mit Knollen, Kügelchen oder durchgängigen Lagen aus Feuerstein. Diese entstanden diagenetisch, wobei das Siliziumdioxid z. B. von Kieselschwämmen stammt.

## Vorkommen

### Belgien
- bei Lüttich
- in Südlimburg

### Dänemark
- Insel Møn, Kreidefelsen
- Insel Seeland
- Insel Fünen
- Tagebaue an verschiedenen Orten

### Deutschland
- Insel Rügen, Kreidefelsen (Nationalpark Jasmund)
- Insel Usedom
- Tagebaue in Norddeutschland (z. B. bei Söhlde)
- Aachen und Umgebung

### England
- Isle of Wight
- Dorset, Küstenfelsen
- Dover, Kreidefelsen

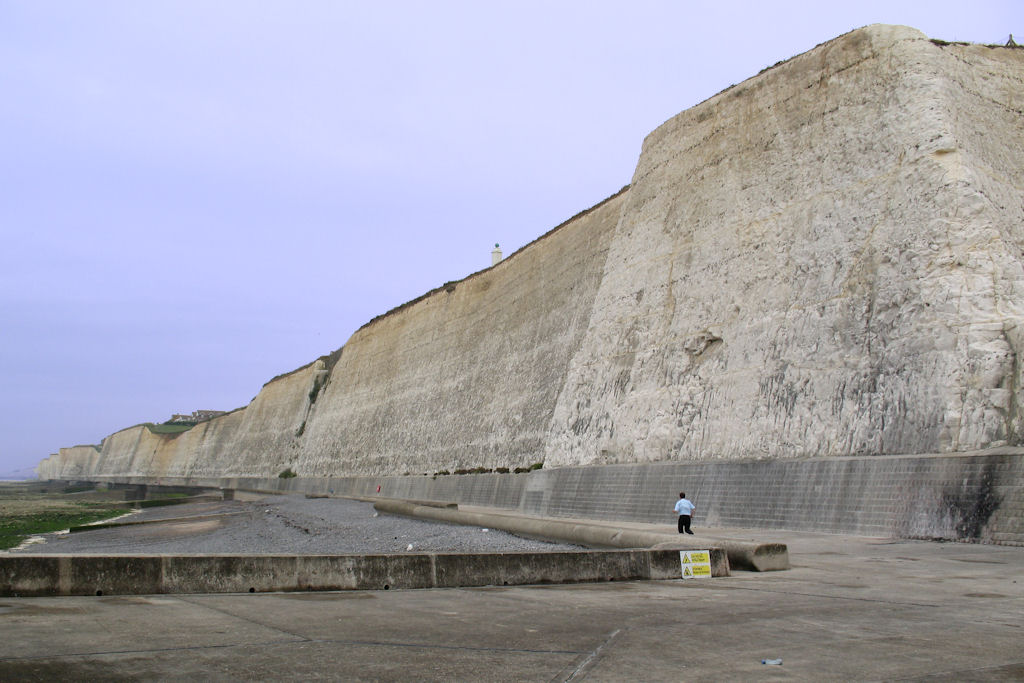
Kreidefelsen an der Küste bei Peacehaven in Sussex

- Seven Sisters (Sussex), Küstenfelsen
- North Downs und South Downs

### Frankreich

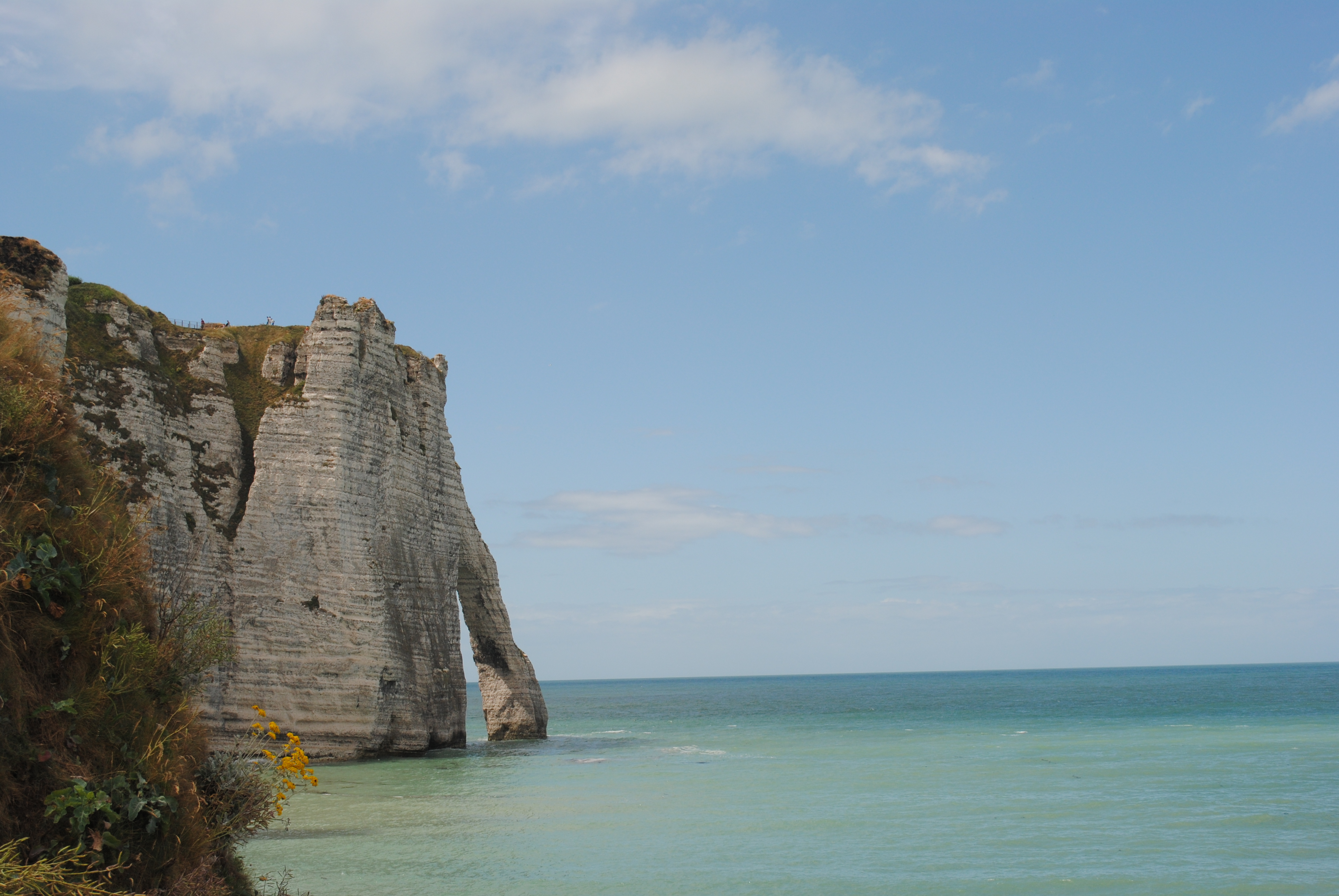
Die Kreidefelsen in Étretat

- Nordfrankreich, Küstenbereiche (hier teilweise verfestigte Kreidekalksteine)

### Griechenland
- Insel Lefkada

### Niederlande
- in der Umgebung von Maastricht, in der Provinz Limburg

### Österreich
- Leithagebirge Müllendorf

### Polen
- Insel Wolin

### Russland
- Belgorod, Kreidefelsen

## Nutzung

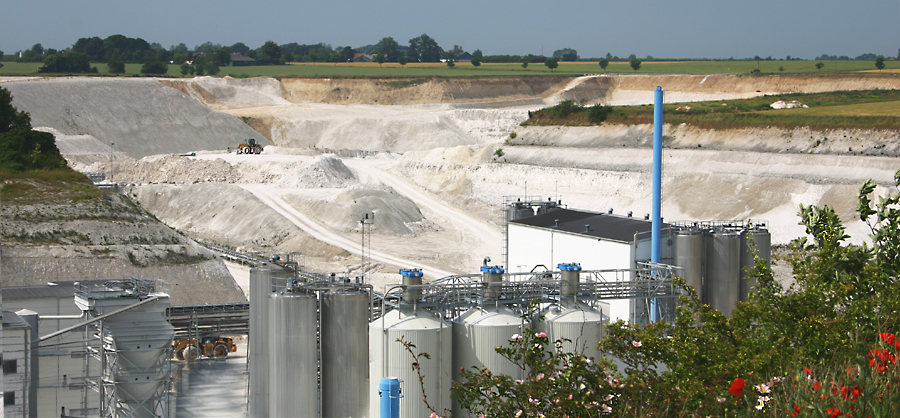
Dänischer Kreidetagebau auf der Halbinsel Stevns

Kreide wird bis in die Gegenwart hauptsächlich zur Nutzung als Pigment gewonnen. Die anderen Verwendungen haben heute nur noch untergeordnete Bedeutung. Das natürliche Weißpigment wird durch Mahlen des Sedimentgesteins hergestellt und wurde je nach Herkunft oder Verarbeitungsort unterschiedlich benannt: Champagnerkreide, Dänisch Weiß, Kölner Kreide (bei Aachen gewonnen), Meudonkreide, Molletonkreide, Rügener Kreide, Schwedische Kreide, Troyer Kreide, Wiener Weiß. 
Schlämmkreide ist eine (veraltete) Qualitätsbezeichnung. Natürlich vorkommende Kreide ist immer mit Sand, Steinen, sowie teilweise Muschelschalen und organischen Verunreinigungen durchsetzt. Durch Sieben, Mahlen und Schlämmen werden unerwünschte Bestandteile beseitigt.
An manchen Orten (England, Russland) gewann man die Kreide durch Sägen von Blöcken aus ihrer Lagerstätte.
Mit der Bezeichnung Kreide kamen auch andere Substanzen in den Handel:
- Das als Oberbayerische Bergkreide bezeichnete Produkt ist ein pulverisiertes Dolomitgestein, das auch Graue Kreide oder Grundierkreide genannt wurde. Es fand für Gemälde- und Vergoldeuntergründe Verwendung.
- Als Venetianische und Briançoner Kreide wurde gemahlenes Specksteinpulver angeboten.

### Weißpigment und Füllstoff
Kreide wurde schon seit dem Altertum als Verschnittmittel und als Pigment für Weiß eingesetzt, etwa in Leimfarben. Auch heute wird Kreide, meist in Wasser aufgeschlämmt, in der Papierherstellung eingesetzt. Verwendet wird sie auch in der Tafelkreide (dort heute üblicherweise durch Gips ersetzt) oder der Pastellkreide als Schreib- und Zeichenmaterial.
Durch Beimengungen von Pigmenten bzw. Benetzung mikroskopisch kleinster Kreidepartikel mit organischen Farbstoffen werden Farbpigmente auf Kreidebasis erzeugt.
In Holz- und Fensterkitt dient Kreide vornehmlich als Füllstoff, der traditionell mit Leinöl gebunden wird.

### Untergrund für künstlerische Arbeiten
Kreidegrund findet sich vor allem in den leimgebundenen Grundierungen der Tafelmalerei als weiche Ausgleichsschicht (Gesso) zwischen dem arbeitenden Holz und der Farbschicht. Meist handelt es sich nicht um reine Kreidegründe, sondern um Mischungen mit Bleiweiß oder Zinkweiß. Sie sind am häufigsten im Norden Europas verwendet worden, während im südlichen, mediterranen Raum eher Gipsgrundierungen zum Einsatz kamen.

### Schleifmittel
Gegenstände bzw. Materialien, die eine schonende Oberflächenbearbeitung erfordern, werden mit Kreideaufschlämmungen behandelt. Dazu zählen Gegenstände aus Edelmetallen, Glas sowie Edelsteine. Man erhält je nach Korngröße und härteren Beimengungen im Schleifmittel unterschiedliche Effekte. Diesbezüglich gibt es Polier-, Schleif- und Scheuerrezepturen.

### Walkerde
Einige Kreidelagerstätten nutzte man neben Tonmineralien zur Herstellung von Walkerden, die in der Tuchmacherei Verwendung fanden und ferner zur Fettfleckentfernung auf Textilien dienten.

### Baumaterial
In England und Russland wurden Kreidelagerstätten zur Gewinnung von Bausteinen genutzt. Diese Länder zählen zu den bekanntesten Beispielen. Das setzte eine deutliche diagenetische Verfestigung voraus, weil die daraus gewonnenen Bausteine eine Mindestdruckfestigkeit aufweisen müssen. Dadurch konnten sie mit Handsägen in handwerklicher Weise abgebaut werden. Sie stellen somit eine Übergangsfazies zum Kalkstein dar.
In Russland sind dazu Lagerstätten am Don und an der Moskwa abgebaut worden. In England gab es einen solchen Abbau in der Grafschaft Berkshire und es ist eine Abtei mit Kreide-Bausteinen errichtet worden. In Frankreich ist die Kreide als Baugestein im Pariser Becken verbreitet. Man verlegte im 18. und 19. Jahrhundert in einfachen Häusern Bodenplatten aus Kreide, weil sie preiswert herzustellen sind. Ihre Abriebfestigkeit ist für diesen Zweck nicht günstig. Der Kreidekalk des Loiretals, wegen seiner Porosität Tuffeau genannt, prägt die dortigen Bauwerke, namentlich die Schlossanlagen der Renaissance, z. B. Schloss Chambord, aber auch schon die mittelalterlichen Kathedralen in Tours, Nantes etc. Es handelt sich um ein Gestein aus dem Erdzeitalter der Oberkreide, genauer des Turoniums. Während in der Champagne um Chalons-en-Champagne und Vitry-le-François die Kreide als Baustein verwendet wurde, bevorzugte man an der Kathedrale von Reims die rund zehn Kilometern entfernt gelegenen Kalksteinvorkommen (sog. Calcaire grossier) wegen ihrer größeren Festigkeit. Die Kathedrale von Amiens in der Picardie ist wiederum aus der lokalen, Feuerstein-haltigen Kreide erbaut.
In Aachen wurden Teile der mittelalterlichen inneren Stadtmauer, der Barbarossamauer, aus verfestigten Kreidekalksteinen des Lousberges errichtet.

### Sonstiges
Der alte lateinische Name der natürlichen Kreide war Creta alba. Wie andere Kalksteine kann Kreide auch bei der Rauchgasentschwefelung eingesetzt werden. In Kosmetikprodukten wird es in der Liste der Inhaltsstoffe als CHALK (INCI) angegeben.